# Döda utan gravar
Döda utan gravar, franska Morts sans sépulture, är en teaterpjäs av Jean-Paul Sartre från 1941 och uruppförd 1946 på Théâtre Antoine i Paris. Den kom ut i svensk översättning 1947, översatt av Eyvind Johnson.

## Handling
Handlingen utspelas i andra världskrigets Frankrike. Fem motståndskämpar har tillfångatagits av milismän som är trogna Vichyregimen. De har till en början ingenting att dölja och anser det irrationellt att utstå tortyr utan anledning. När även deras ledare, Jean, infångas, har de en anledning att hålla tyst och genomlida tortyren. Sinsemellan pratar de om vad som är värt att lida och dö för. Kärlek, lojalitet eller stolthet?